# Thomas Kailath
Thomas Kailath (* 7. Juni 1935 in Pune) ist ein indisch-US-amerikanischer Informationstheoretiker und Elektroingenieur.

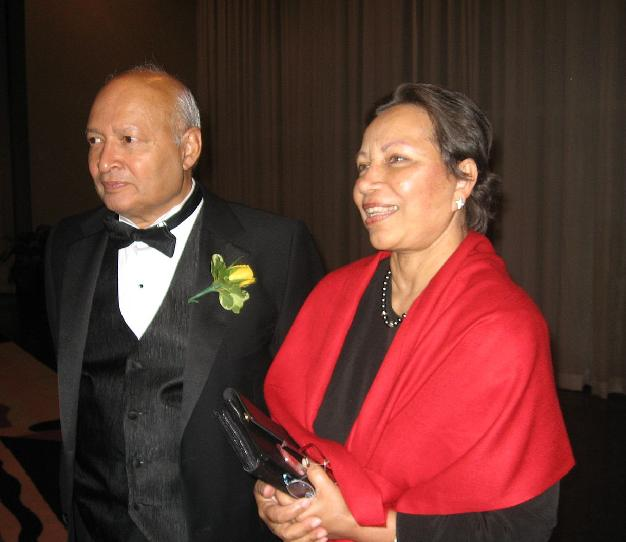
Kailath mit Ehefrau Sarah beim Erhalt der IEEE Medal of Honor 2007

## Leben
Kailath erwarb 1956 seinen Abschluss in Nachrichtentechnik am College of Engineering in Pune (damals Poona) und 1959 seinen Master-Abschluss in Elektrotechnik am Massachusetts Institute of Technology, an dem er 1961 bei Jack Wozencraft promoviert wurde (Communication via randomly varying channels), mit einer Arbeit über Kommunikation in ständig veränderlichen gestörten Kanälen (damals mit militärischem Hintergrund, später mit Anwendung auf Mobilfunknetze). 1961/62 war er am Jet Propulsion Laboratory (und unterrichtete am Caltech) und 1964 wurde er Associate Professor und 1968 Professor für Elektrotechnik an der Stanford University. 1971 bis 1981 war er Direktor des Information Systems Laboratory und 1981 bis 1987 stellvertretender Leiter der Fakultät für Elektrotechnik. 1988 bis zu seiner Emeritierung 2001 war er dort Hitachi America Professor.
Er war als Gastwissenschaftler unter anderem am Imperial College, MIT, der TU München, der UCLA, in Cambridge, Löwen, am Weizmann-Institut, der TU Delft, Berkeley, den Bell Laboratories, dem Indian Statistical Institute und am Indian Institute of Science.
Er ist Mitgründer mehrerer High-Tech-Firmen, so 1980 Integrated Systems, 1995 Numerical Technologies (von Synopsys übernommen), 1998 Excess Bandwidth Corporation.
Seit 1976 ist er US-Staatsbürger.

## Werk
Kailath befasste sich unter anderem mit Signalverarbeitung und Signal-Detektion einschließlich der Entwicklung von Antennen. Mit seinem Doktoranden Ralph Schmidt entwickelte er Grundlagen für bessere Richtungssensitivität der Signaldetektion in Antennen-Arrays, aus welcher der Esprit Algorithmus von Arogyaswami Paulraj entstand (patentiert von Paulraj und Kailath) und in den 1990er Jahren MIMO Antennensysteme (multiple input-multiple output). Weiter befasste er sich mit dem Entwurf von VLSI-Schaltkreisen, insbesondere für Signalverarbeitung, und zugehöriger Algorithmenentwicklung, mit linearen Systemen, über die er 1980 ein einflussreiches Lehrbuch veröffentlichte, mit Beiträgen zu zugehörigen mathematischen Gebieten wie Linearer Algebra und in den 1990er Jahren mit Chip-Fertigung. Mit seinem Kollegen Stephen Boyd entwickelte er eine Methode mit mehreren Wärmequellen die Wafer jeder für sich schnell und kontrolliert in Öfen zu erhitzen und er befasste sich mit optischen Verzerrungen bei der Lithographie und deren Ausgleich (Phase-shift Masks), vermarktet mit seiner Firma Numerical Technologies.
In seiner Firma Integrated Systems entwickelte er Matlab-artige Software für Kontrolltheorie.

## Ehrungen und Mitgliedschaften
Er erhielt 2000 den Claude E. Shannon Award, 2006 die IEEE Jack S. Kilby Signal Processing Medal, 2007 die IEEE Medal of Honor und 2009 den Padma-Bhushan-Preis und den BBVA Foundation Frontiers of Knowledge Award. Er ist Fellow des IEEE (1970) und der American Mathematical Society, Mitglied der National Academy of Engineering, der National Academy of Sciences, der American Academy of Arts and Sciences und der Indian National Academy of Engineering.

## Schriften
- Linear Systems, Prentice-Hall 1980 (das Buch erhielt die IEEE Education Medal)
- mit Ali H. Sayed, Babak Hassibi: Linear Estimation, Prentice-Hall 2000
- mit Kai-Yeung Siu, Vwani Roychowdhury: Discrete Neural Computation: a theoretical foundation, Prentice-Hall 1997
- mit Ali H. Sayed, Babak Hassibi: Indefinite-Quadratic Estimation and Control: A Unified Approach to H2 and H-infinity Theories, SIAM 1987